# Kitcisakik
Die Kitcisakik oder Kitcisakik First Nation bzw. Communauté Anicinape de Kitcisakik ist der einzige Stamm der kanadischen Provinz Québec, der bis Anfang des 21. Jahrhunderts noch partiell nomadisch lebte, wenn auch seit den 1980er Jahren die Sesshaftigkeit zunahm. Die Kitcisakik gehören zu den Algonkin und sprechen einen ihrer zahlreichen Dialekte, hinzu kommt Französisch. Von seinen rund 440 Mitgliedern lebten im Jahr 2009 380 in einem 12,14 ha großen Gebiet im Parc La Vérendrye.
Zusammen mit weiteren sechs benachbarten First Nations sind sie heute Mitglied des Algonquin Anishinabeg Nation Tribal Council oder Conseil Tribal de la Nation Algonquine Anishinabeg.
Die Gemeinde ist erst vor kurzem als Indianerstamm anerkannt worden. Ihre Lebensweise kollidiert mit staatlichen Schutzbestimmungen im Parkgebiet und den Interessen der Holzindustrie. Hinzu kommt der Bau des Highway 117 und Dammbauten am Lac Dozois. 2003 akzeptierte die Gruppe einen Dorfbauplan, ansonsten leben viele von ihnen in Sommer-Zeltdörfern am Grand-Lac-Victoria und in Wintercamps am Lac Dozois. Sie halten den Motorschlitten-Trail zwischen Ottawa und dem Val d’Or frei, leben überwiegend ohne Strom- und Wasserversorgung.
Der Stamm gilt als eine der 615 First Nations in Kanada. Davor galt er den Behörden als illegale Landbesetzergruppe (squatters). Die Kinder der Gemeinde werden jeden Sonntagabend abgeholt und in ein Schulzentrum im rund 90 km entfernten Val d’Or gebracht. Sie kehren erst Freitag nachmittags zurück.

## Bevölkerungsentwicklung
Seit 1972 hat sich die Bevölkerung mehr als verdoppelt.
| Jahr | Einwohner |
| ---- | --------- |
| 1972 | 204       |
| 1974 | 208       |
| 1975 | 216       |
| 1976 | 217       |
| 1977 | 229       |
| 1978 | 231       |
| 1979 | 241       |
| 1980 | 244       |
| 1981 | 249       |
| 1982 | 252       |
| 1983 | 258       |
| 1984 | 269       |
| 1985 | 266       |
| 1986 | 270       |
| 1988 | 307       |
| 1990 | 312       |
| 1991 | 320       |
| 1992 | 293       |
| 1993 | 297       |
| 1994 | 305       |
| 1995 | 311       |
| 1996 | 327       |
| 1997 | 331       |
| 1998 | 330       |
| 1999 | 334       |
| 2000 | 345       |
| 2001 | 358       |
| 2002 | 371       |
| 2003 | 385       |
| 2004 | 377       |
| 2005 | 397       |
| 2006 | 416       |
| 2007 | 437       |
| 2008 | 423       |
| 2009 | 440       |

Im Februar 2010 erkannte das Department of Indian Affairs and Northern Development 443 Stammesangehörige als Status-Indianer im Sinne des Indian Act an. Ihr Häuptling (chief) ist Adrienne Anichinapéo.